# Parler à mon père
Parler à mon père è una canzone registrata dalla cantante canadese Céline Dion, pubblicata come primo singolo promozionale del suo album in lingua francese Sans attendre (2012). Scritto da Jacques Veneruso e prodotto dallo stesso Veneruso e Patrick Hampartzoumian, Parler à mon père è una canzone pop che parla del padre della cantante, scomparso nel 2003. 
Il brano ha ricevuto una buona accoglienza da parte della critica, che lo classificò uno dei più importanti dell'album, oltre ad ottenere un buon successo commerciale. Il singolo raggiunse la prima posizione in Québec, rimanendovi per dieci settimane consecutive, e la numero otto in Francia, dove divenne il terzo della Dion a restare più a lungo in classifica, dopo Pour que tu m'aimes encore e Encore un soir, trascorrendo sessantatré settimane in classifica.
Anche il videoclip musicale fu un successo. Diretto da Thierry Vergnes, è il secondo videoclip di un brano in francese di Céline ad aver ricevuto più visualizzazioni su YouTube, dopo Pour que tu m'aimes encore.

## Antefatti e rilascio
Il 7 giugno 2012, sul sito ufficiale di Céline Dion fu annunciato che tra aprile e maggio, la cantante avrebbe iniziato a registrare nuovi brani per i suoi prossimi album in lingua francese e inglese. Il 29 giugno 2012, celinedion.com pubblicò in anteprima un frammento di trenta secondi del primo singolo dall'album in lingua francese, Parler à mon père. La copertina del singolo è stata creata dall'illustratrice Aurore Hutton, nipote dell'ex presidente francese Valéry Giscard d'Estaing.
Parler à mon père fu pubblicato il 1º luglio 2012 sulle piattaforme digitali.

## Contenuti e composizione
La canzone è stata scritta e prodotta da Jacques Veneruso e co-prodotta da Patrick Hampartzoumian. Veneruso è stato autore di molti successi della Dion, tra cui: Sous le vent, Tout l'or des hommes, Je ne vous oublie pas e Immensité, tra gli altri. 
I testi della canzone parlano del padre di Céline, Adhémar Dion, deceduto il 30 novembre 2003. La cantante dichiarò in un'intervista a Le Parisien, che suo padre era stato il suo più grande fan e disseː "penso a lui ogni giorno e so che è sempre con me, a vegliare sui miei figli."

## Videoclip musicale
Un'anteprima del video musicale di Parler à mon père è stata pubblicata su celinedion.com il 5 settembre 2012 mentre il videoclip completo fu presentato il giorno successivo. Diretto da Thierry Vargnes, che aveva già lavorato con Dion nel 2007 per i videoclip di Et s'il n'en restait qu'une (je serais celle-là) e Immensité. 
Il videoclip è stato girato a Las Vegas il 16 luglio 2012 e nella Valle della Morte. A causa della temperatura di 50 °C (122 °F) nel deserto del Nevada, in alcune scene il regista ha usato la controfigura di Dion. Céline nel videoclip indossa un abito bianco della collezione Primavera/Estate 2012 dello stilista libanese Elie Saab. Il videoclip si apre con una citazione del poeta tedesco Angelus Silesius: "L'anima è un cristallo e l'amore è la sua luce". Nel video, pieno di luce, la Dion appare da sola in mezzo al deserto, a queste immagini sono intervallate scene in cui una donna più giovane visita la tomba di suo padre. Secondo PureBreak Charts, il video di Parler à mon père è semplice e poetico.
Il videoclip musicale Parler à mon père ha accumulato più di 87 milioni di visualizzazioni su YouTube, diventando il secondo videoclip di un brano in lingua francese della Dion a ricevere più visualizzazioni, dopo Pour que tu m'aimes encore.

## Recensioni da parte della critica
La canzone ha ricevuto recensioni generalmente favorevoli da critici musicali. Secondo Łukasz Mantiuk di All About Music, Parler à mon père è uno dei migliori brani dell'album. L'ha definita una canzone molto buona, notando che non riflette il materiale dell'album, il quale contiene principalmente ballate. Bernard Perusse di The Gazette scrisse che l'esecuzione e l'arrangiamento di Parler à mon père sono "piacevolmente sottomessi e controllati". La canzone ha una "melodia immediatamente accessibile per far navigare Dion, che lo rende un veicolo perfetto per navigare con grazia". Alain de Repentigny di La Presse scriveː "è una canzone pop scritta su misura per Dion. Un primo singolo che non va avanti come una locomotiva per il nuovo album." Secondo PureBreak Charts, la canzone è un po' nostalgica ma non malinconica. Lea Hermann di Focus elogiò la canzone definendola "una vivace apertura per l'album".

## Successo commerciale
Parler à mon père è diventato un singolo di grande successo in Québec, riamanendo in cima alla classifica per dieci settimane. Mentre nella Billboard Canadian Hot 100, che include principalmente canzoni in lingua inglese, il singolo ha raggiunto il numero cinquantatré; fece meglio nella classifica adult contemporary salendo alla numero 29.
In Europa, la canzone raggiunse l'ottava posizione della classifica francese, la numero undici in Belgio Vallonia e la numero venticinque in Svizzera. In Francia Parler à mon père è diventato il terzo singolo della Dion a rimanere più lungo in classifica, dopo Pour que tu m'aimes encore e Encore un soir, trascorrendo in totale sessantatré settimane in classifica.

## Premi e riconoscimenti
Nel 2013, Parler à mon père ottenne una nomination ai Félix Award nella categoria Canzone più popolare dell'anno.

## Interpretazioni dal vivo e pubblicazioni
Céline Dion ha eseguito la canzone durante i due speciali televisivi dedicati all'album Sans attendre: in Canada il 4 novembre 2012 su TVA e in Francia il 24 novembre 2012 su France 2. Successivamente, il 2 dicembre 2012, presentò il singolo anche al programma francese Chabada su France 3 e su Vivement Dimanche su France 2. Il 20 dicembre 2012, la Dion interpretò Parler à mon père in un altro speciale televisivo a lei dedicato e andato in onda su NRJ 12.
Parler à mon père è stata eseguita anche il 27 luglio 2013 durante il concerto Céline... une seule fois a Quebec City, concerto registrato e pubblicato sull'album live Céline une seule fois / Live 2013. Il brano ha fatto anche parte della scaletta della Tournée Européenne 2013, tenutasi dal 21 novembre al 5 dicembre 2013 tra Anversa e Parigi.

## Formati e tracce
CD Singolo Promo (Canada; Francia) (Sony Musicː CAC221200002; Columbiaː 88725454372)
1. Parler à mon père – 2:53 (Jacques Veneruso)

Digital download
1. Parler à mon père – 2:55 (Veneruso)

## Classifiche

### Classifiche settimanali
| Classifica (2012)                                  | Posizione massima raggiunta |
| -------------------------------------------------- | --------------------------- |
| Belgio Fiandre (Ultratip Bubbling Under)           | 12                          |
| Belgio Vallonia (Ultratop 50)                      | 11                          |
| Canada (Billboard Canadian Hot 100)                | 53                          |
| Canada (Billboard Canada AC)                       | 29                          |
| Francia (SNEP)                                     | 8                           |
| Québec (ADISQ)                                     | 1                           |
| Québec (ADISQ - Top 25 Adult Contemporary)         | 1                           |
| Svizzera (Media Control - Romandie Singles Top 20) | 7                           |
| Svizzera (Schweizer Hitparade)                     | 25                          |

### Classifiche di fine anno
| Classifica (2012)                                          | Posizione |
| ---------------------------------------------------------- | --------- |
| Belgio Vallonia (Ultratop rapports annuels 2012 - Singles) | 77        |
| Francia (SNEP - Top Singles)                               | 77        |

## Crediti e personale
Registrazione
- Registrato ai Echo Beach Studios di Jupiter (FL)

Personale
- Arrangiato da - Jacques Veneruso, Patrick Hampartzoumian
- Basso - Jean-Marc Haroutiounian
- Batteria - Laurent Coppola
- Chitarre - Jacques Veneruso
- Cori - Jacques Veneruso, Agnès Puget, Delphine Elbé
- Mixato da - Patrick Hampartzoumian
- Musica di - Jacques Veneruso

- Percussioni - Patrick Hampartzoumian
- Produttore -  Jacques Veneruso, Patrick Hampartzoumian
- Programmazione - Patrick Hampartzoumian
- Registrato da - Patrick Hampartzoumian
- Registrato da (voci) - François Lalonde
- Registrato da (voci - assistente) - Ray Holznecht
- Testi di - Jacques Veneruso